# 극장판 도라에몽: 진구의 천지창조
《극장판 도라에몽: 진구의 천지창조》(映画ドラえもん のび太の創世日記)는 일본에서 1995년 3월 4일에 개봉했다. 일본 정발명은 진구의 창세일기이며 창세일기라는 제목에 걸맞게 세상의 창조와 신, 지구공동설, 곤충인간을 소재로 한 작품이다.

## 줄거리
여름방학, 친구들은 모두 자유숙제를 하고 있는데 노비타 혼자만 아무것도 하고 있지 않다. 도라에몽은 겉으론 안 도와 주는 척 소리 질렀지만 속으론 미래 백화점에 방학숙제 교본을 주문한다. 노비타는 그런 도라에몽을 알고 집으로 오는 창세일기 세트를 직접 집에 가져온다. 자신이 태양계를 만들어 그것을 관찰하는 도구였다. 노비타는 도라에몽과 같이 지구를 만들어 관찰을 한다. 그러나 그의 관찰일기는 엉망진창이었다. 그러나 친구들이 한 명씩 노비타의 관찰에 합류하면서 그럴듯한 관찰일기가 만들어졌다. 노비타는 그 속에서 자신과 친구들을 닮은 사람들을 찾게 되고 그의 후손들을 살펴보던 중 후손 중 하나가 동료들과 같이 남극으로 여행을 떠난다. 그 여행의 목적은 남극에 뚫려 있는 구멍을 탐사하는 것이였다.

## 등장인물
- 도라에몽
  - 진구에게 창세일기세트를 주문해준다. 그러므로 이야기가 시작된다.
- 노진구
  - 도라에몽에게 숙제를 요청하여 창세일기 세트로 지구를 만든다.
- 신이슬
  - 진구와 함께 모험을 한다.
- 만퉁퉁
  - 진구와 함께 모험을 한다.
- 왕비실
  - 진구와 함께 모험을 한다.
- 진구를 닮은 사람들
  - 창세일기 세트로 만든 세상의 주민이다. 노비타를 닮아 대체로 떨어지는 모습이나 그중 한 명이 선행을 대가로 보물을 얻고 그때를 기준으로 이후에 다시 찾아가 봤을 때, 그 후손은 큰 부자가 되어 있으며 후원하는 탐험대와 같이 남극으로 모험을 떠난다. 창세일기 세트의 세계에는 노비타만이 아니라 다른 레귤러진을 닮은 인물들이 존재한다.
- 타비노
  - 창세일기 세트로 만든 세상의 주민으로 그 실체는 곤충이 진화한 곤충인간이다. 지구 내부의 세상에 살고 있으며 미래에서 온 도라에몽과 함께 과제를 위한 조사를 하고 있다. 여담으로 주인공 '노비타'의 이름을 거꾸로 쓴 것이다.

주연
- 도라에몽: 오오야마 노부요
- 노진구: 오오하라 노리코

노진구의 친구들
- 신이슬: 노무라 미치코
- 왕비실: 키모츠키 카네타
- 만퉁퉁: 타테카베 카즈야

기타 등장인물
- 타비노:
- 노진구를 닮은 사람들: 무수히 많음

## 주제가
- OPENING : 도라에몽의 노래(ドラえもんのうた)
  - SUNG BY : 야마노 사토코
- ENDING :
  - SUNG BY :